# Louisville (Colorado)
Louisville és una població dels Estats Units a l'estat de Colorado. Segons el cens del 2000 tenia 18.937 habitants.

## Demografia
Segons el cens del 2000, Louisville tenia 18.937 habitants, 7.216 habitatges, i 4.950 famílies. La densitat de població era de 858,2 habitants per km².
Per edats la població es repartia de la següent manera: un 28,7% tenia menys de 18 anys, un 6,3% entre 18 i 24, un 35,6% entre 25 i 44, un 23,3% de 45 a 60 i un 6,1% 65 anys o més.
L'edat mediana era de 36 anys. Per cada 100 dones de 18 o més anys hi havia 95,0 homes.
Entorn del 2,1% de les famílies i el 3,0% de la població estaven per davall del llindar de pobresa.

## Poblacions més properes
El següent diagrama mostra les poblacions més properes.